# Denís Kuzin
Denís Valérievich Kuzin (en kazajo: Денис Валерьевич Кузин; Kostanái, URSS, 4 de diciembre de 1988) es un deportista kazajo que compitió en patinaje de velocidad sobre hielo.
Ganó una medalla de oro en el Campeonato Mundial de Patinaje de Velocidad sobre Hielo en Distancia Individual de 2013, en la prueba de 1000 m. Participó en cuatro Juegos Olímpicos de Invierno, entre los años 2010 y 2022, ocupando el séptimo lugar en Sochi 2014, en los 1000 m.

## Palmarés internacional
| Campeonato Mundial en Distancia Individual | Campeonato Mundial en Distancia Individual | Campeonato Mundial en Distancia Individual | Campeonato Mundial en Distancia Individual |
| Año                                        | Lugar                                      | Medalla                                    | Prueba                                     |
| ------------------------------------------ | ------------------------------------------ | ------------------------------------------ | ------------------------------------------ |
| 2013                                       | Sochi (Rusia)                              | Medalla de oro                             | 1000 m                                     |